# آی‌سایت
آی‌سایت (به انگلیسی: ISight) یک وب‌کم داخلی و خارجی ساخته و عرضه شده توسط شرکت اپل است.
آی‌سایت خارجی به وسیله یک کابل فایروایر به کامپیوتر متصل می‌شود.
اپل، آی‌سایت را در کنفرانس جهانی توسعه‌دهندگان اپل سال 2003 معرفی کرد.
پس از مدتی اپل شروع به استفاده از این عبارت برای دوربین‌های داخلی آی‌مک، مک‌بوک، مک‌بوک ایر، کامپیوترهای مک‌بوک پرو و Cinema Display کرد. در نوامبر 2010، اپل شروع به استفاده از عبارت FaceTime Camers کرد. هرچند که عبارت آی‌سایت با توجه به استفاده آن به عنوان دوربین پشتی داخلی در نسل سوم آی‌پد، نسل پنجم آی‌پاد تاچ، آیفون ۵، آیفون ۴اس، آی‌فون ۴ کنار گذاشته نشد.

## امکان جاسوسی
یک تحقیق که در دسامبر سال ۲۰۱۳ منتشر شد نشان داد که می‌توان چراغ روی آی‌سایت‌ها برخی مدل‌های مک‌بوک و آی‌مک را غیرفعال کرد و بدون اینکه کاربر متوجه شود از آن برای فیلم‌برداری مخفیانه استفاده نمود. با وجود اینکه این تحقیق روی مدل‌های پیش از سال ۲۰۰۸ میلادی متمرکز بوده است، اما به گفتهٔ محققان امکان تعمیم روش‌ها بر روی مدل‌های جدیدتر تعداد زیادی از فروشندگان دیگر نیز وجود دارد. با وجود اینکه مک‌بوک‌ها دارای ویژگی‌های امنیتی‌ای در طراحی بوده‌اند که مانع این کار می‌شده است، اما امکان دورزدن این ویژگی با استفاده میکروکنترولر داخل وب‌بین به وجود آمده است.